# Sir Joseph Banks Group Conservation Park
Sir Joseph Banks Group Conservation Park är ett naturskyddsområde i Australien. Det ligger i kommunen Tumby Bay och delstaten South Australia, omkring 220 kilometer väster om delstatshuvudstaden Adelaide. Det ligger på ögruppen Sir Joseph Banks Group.
Trakten är glest befolkad. 
Genomsnittlig årsnederbörd är 527 millimeter. Den regnigaste månaden är juni, med i genomsnitt 104 mm nederbörd, och den torraste är oktober, med 16 mm nederbörd.